# Adénocarcinome pulmonaire in situ
L'adénocarcinome pulmonaire in situ (ou carcinome bronchioloalvéolaire) est une variété non invasive d'adénocarcinome pulmonaire. Par convention, il doit avoir un diamètre inférieur à 3 cm.

## Images microscopiques
Adénocarcinome pulmonaire in situ mucineux

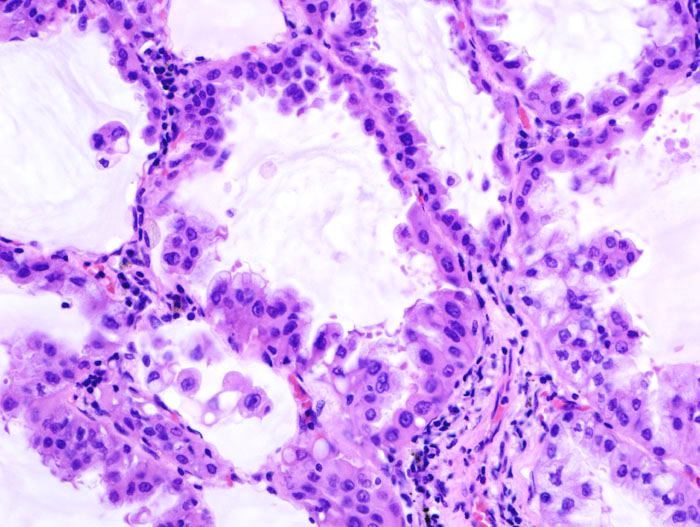
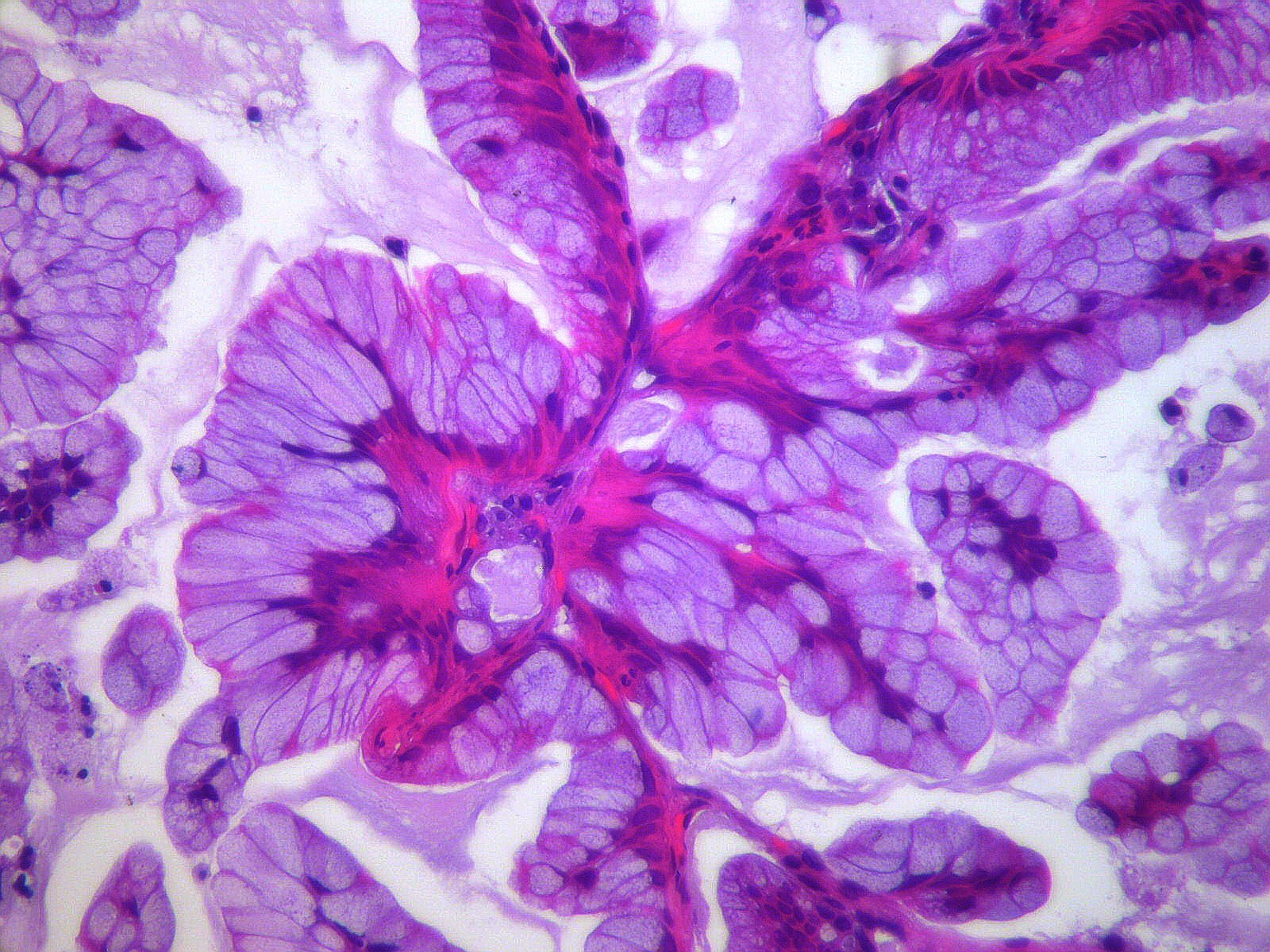
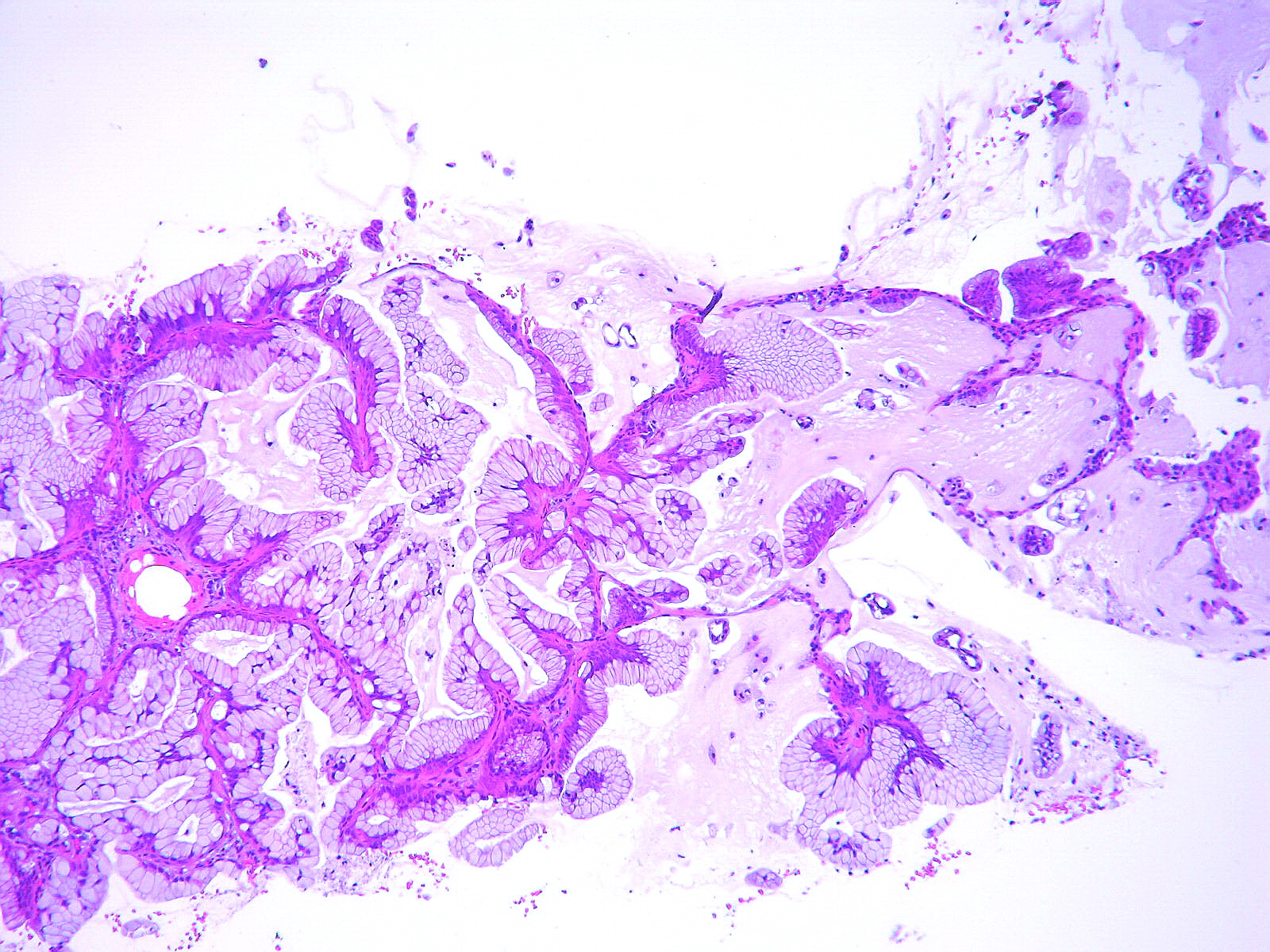